# Дибгалик
Дибгалик (дарг. Дибгалихъ) — село в Дахадаевском районе Дагестана.
Образует сельское поселение село Дибгалик как единственный населённый пункт в его составе.

## Географическое положение
Дибгалик расположен на неприступной горной местности, близ реки Хулахерк, в 155 км к югу от города Махачкала, на высоте 1004 м над уровнем моря. Ближайшие населённые пункты — Уркарах, Бускри, Чишили, Кубачи, Зубанчи, Трисанчи, Джурмачи, Гульды, Зильбачи, Сургия.

## Население
| 1895 | 1926 | 1939 | 1970 | 1989 | 2002 | 2010 |
| ---- | ---- | ---- | ---- | ---- | ---- | ---- |
| 367  | ↘357 | ↗377 | ↗421 | ↘355 | ↗506 | ↗554 |
| 2012 | 2013 | 2014 | 2015 | 2016 | 2017 | 2018 |
| ↗561 | ↗568 | ↗580 | ↘558 | ↗564 | ↗568 | ↘566 |
| 2019 | 2020 | 2021 | 2023 | 2024 | 2025 |      |
| ↗577 | ↘575 | ↗594 | ↘582 | ↗590 | ↗591 |      |

## Этимология
Название, по мнению Р. К. Абдуллаева, состоит из двух даргинских слов: «дибга» — крепкий, защищённый и «лик» - что в усечённой форме значит «кость» (полная форма слова - «ликка»). Отсюда и название: Дибгалик — «Крепость». Название село получило, так как расположилось на горе, к тому же с трёх сторон оно неприступно, есть только один перешеек на севере. Эти факторы в древности играли значительную роль при обороне села, потому как это затрудняло осаду для захватчика.

## История
Одна из могил села датируется XVI—XVII веками.
Село упоминается в 1796 году под названием Дебилик.
Дибгалик был частью общества Гапш.